# NIN (klinopis)
NIN (iz akadske izgovarjave znaka EREŠ) je sumerska beseda, ki se je uporabljala za označevanje kraljice ali svečenice in se pogosto prevaja kot "gospa". Prevaja se tudi kot "kraljica", "gospodarica", "lastnica" in "gospod".
NIN so imenovali več boginj, med njimi DNIN.GAL  ("velika gospa"), DÉ.NIN.GAL ("gospa velikega templja"), DEREŠ.KI.GAL in DNIN.TI.
Sestavljenka NIN.DINGIR ("božanska gospa" ali "božja gospa"), iz akadskega entu, pomeni "svečenica".

## V pisanju
NIN je nastal s povezavo klinopisnih glifov MUNUS in TÚG. Zlog NIN se je v arhaičnem klinopisu, zlasti v Hamurabijevem zakoniku, pisal  kot MUNUS.TÚG. Sestavljenka MUNUS.KU = NIN9 pomeni "sestra".
- Osnovni klinopisni znak MUNUS ("ženska")
- Osnovni klinopisni znak TÚG (zlog ku)

## Ep o Gilgamešu
Ninsun  (DNIN.SÚN) kot Gilgameševa mati se v Epu o Gilgamešu (standardna babilonska različica) pojavlja v petih od dvanajstih poglavij (tablice I, II, III, IV in XII). Druga oseba z zlogom NIN v imenu je Ninurta (DNIN.URTA), ki se pojavlja na tablici I. in zlasti v mitu o potopu (tablica XI). 
NIN se pojavi tudi v 51 drugih zvezah, predvsem v akadski besedi eninna (nin kot en-nin-na in drugih različicah). En-nin-na je prislov  "zdaj", vendar se lahko uporablja tudi drugače.
NIN se dvakrat pojavi v besedi "sestra" (akadsko ahātu), na primer v 38. vrstici na tablici VIII. (Žalovanje za Engidujem):
"Naj…
"Naj bratje žalujejo za teboj kot sestre…"

## Sklic
1. ↑  J.A. Halloran. Lexicon. ISBN 0978642902. Pridobljeno 7. junija  2012.

## Vir
- Simo Parpola, Mikko Luuko, Kalle Fabritius (1997). The Standard Babylonian, Epic of Gilgamesh. The Neo-Assyrian Text Corpus Project. ISBN 951-45-7760-4. (angleščina)